# Zavrh pri Galiciji
Zavrh pri Galiciji je naselje v Občini Žalec.

## Zgodovina
Spada v krajevno skupnost Galicija, ki je bila ustanovljena po sklepu skupščine občine Žalec leta 1964. Poleg Zavrha jo sestavljajo še naselja Galicija, Hramše, Pernovo, Velika Pirešica in Železno. Krajevna skupnost se imenuje po najmlajšem kraju v svojem sestavu, ki je širše krajevno ime dobil šele po narodnoosvobodilni vojni in ljudski revoluciji. Do okupacije se je občina imenovala Velika Pirešica. Krajevna skupnost Galicija leži v severovzhodnem delu občine Žalec. Od ravnine Savinje sega v pobočja Kjumberga (628m) in Kunigunde-Gore (567m). Je mejna krajevna skupnost občine na meji s celjsko in velenjsko občino, na prehodu iz Savinjske v Šaleško dolino. Ime Galicija je dobila po cerkvi sv. Jakoba st., apostola, ki je po pobožni legendi pokopan v znamenitem romarskem središču Campostella v španski pokrajini Galiciji, kamor so pobožni romarji romali tudi iz slovenskih dežel. Od ustanovitve cerkve 1422 do sredine 19.stol. je bila Galicija samo zaselek naselja Zavrh, danes pa je obratno. Imela je cerkev sv. Jakoba, župnišče, pokopališče in od leta 1845 še šolo. Najstarejša sled človekove dejavnosti na območju krajevne skupnosti je kamnita sekira iz mlajše kamene dobe, ki jo je našel posestnik Zadek na ledini Gradišče pri oranju. V historični topografiji slovenske Štajerske in slovenskega dela Koroške do leta 1500 v zapisu krajev in posesti se med drugimi prvič omenja tudi Zavrh kot Završt s šestimi kmetijami v Kotu. Po okupaciji so nacisti preimenovali mesta, trge in vasi z nemškimi imeni, da bi dokazali, kako je ta pokrajina le del Štajerske. Zavrh je tako postal Unterlangenberg.